# Dabar (rijeka)
Dabar je rijeka u BiH, pritoka Sane.
Nalazi se nedaleko od Sanskog Mosta. Zanimljiva je po tome što su joj obale nenastanjene ljudima od izvorišta iz tzv. Dabarske pećine do ušća u rijeku Sanu, 6-7 km nizvodno.
Bogata je salmonidnim ribama i omiljeno je izletište Sanjana. Svake godine se na Dabru održava internacionalni pozivni fly fishing turnir krajem svibnja.

## Vanjske poveznice
|  | Zajednički poslužitelj ima još gradiva o temi Dabar (rijeka) |